# 维戈·布朗
维戈·布朗（挪威語：Viggo Brun，1885年10月13日—1978年8月15日）是挪威數學家，主要研究領域是數論。

## 貢獻
在1915年，他在勒讓德版的埃拉托斯特尼篩法的基礎上引進了新方法，而他的新方法在現代被稱為布朗篩法，而這方法被用以研究孿生質數猜想和哥德巴赫猜想等加法數論問題。
他以此方法證明說存在有無限多個正整數{\displaystyle n}，使得{\displaystyle n+2}可表成至多九個質數的乘積，並證明說任意大的偶數至多是兩個至多九個質數的乘積的數的和。
此外他也證明了孿生質數的倒數收斂，而其收斂值在現代被稱為布朗常數（與之相對地，所有質數的倒數之和發散）；此外他在1919-20年間發展出了多維連分數，並將之用在樂理問題上；另外他在1946年間曾擔任挪威皇家科學與文學院主席。

## 生平
布朗生於挪威布斯克吕利耶爾，他就讀於奧斯陸大學並自1910年起在哥廷根大學做研究。自1923年起他成為位於特隆赫姆的挪威科技院的教授；而自1946年起他成為奧斯陸大學的教授。
之後他在1955年時，以70歲之齡退休，之後在1978年以92歲之齡於挪威阿克什胡斯郡的德勒巴克去世。

## 其他資料
- H. Halberstam and H. E. Richert, Sieve methods, Academic Press (1974) ISBN 0-12-318250-6.  Gives an account of Brun's sieve.
- C.J. Scriba, Viggo Brun, Historia Mathematica 7 (1980) 1–6.
- C.J. Scriba, Zur Erinnerung an Viggo Brun, Mitt. Math. Ges. Hamburg 11 (1985) 271-290 （页面存档备份，存于）

## 外部連結
- Brun's Constant
- Brun's Pure Sieve
- Viggo Brun personal archive exists at NTN University Library Dorabiblioteket （页面存档备份，存于）

| 學術機關職務               | 學術機關職務                  | 學術機關職務               |
| -------------------------- | ----------------------------- | -------------------------- |
| 前任者： 萊恩瓦爾德·埃佛森 | 挪威皇家科學與文學院主席 1946 | 繼任者： 萊恩瓦爾德·埃佛森 |